# Wojciech Eichelberger
Tadeusz Wojciech Eichelberger (ur. 10 czerwca 1944 w Warszawie) – polski psycholog, psychoterapeuta, pisarz.

## Życiorys
Absolwent II Liceum Ogólnokształcącego im. Stefana Batorego w Warszawie (matura 1962). W 1968 ukończył studia na Wydziale Psychologii Uniwersytetu Warszawskiego.
Po studiach przez trzy lata pracował w placówkach lecznictwa psychiatrycznego, m.in. w eksperymentalnym Oddziale Leczenia Odwykowego. W 1970 podjął kilkuletnie studia doktoranckie w Instytucie Psychologii Uniwersytetu Warszawskiego, zakończone absolutorium. W latach 1972–1973 uczestniczył w przygotowaniach do programu środowiskowej terapii schizofrenii Synapsis, a w 1973 współtworzył nowatorski Oddział Terapii i Rozwoju Osobowości OTIRO, w którym pracował do 1978. W 1978 współzałożyciel Laboratorium Psychoedukacji w Warszawie, pierwszej w Polsce placówki psychoterapii, treningu i szkolenia. Stypendysta Instytutu Psychoterapii Gestalt w Los Angeles (1976) i Zen Center of Rochester (1980).
Współtwórca i dyrektor Instytutu Psychoimmunologii (IPSI) założonego w 2004 w Warszawie. W swoich projektach szkoleniowych i terapeutycznych odwołuje się do koncepcji terapii integralnej, która oprócz psychiki bierze pod uwagę ciało, energię i duchowość człowieka.
W latach 1980–1981 pracownik i działacz ruchu Oświaty Niezależnej. W latach 1981–1985 współzałożyciel i działacz podziemnego Komitetu Oporu Społecznego i członek redakcji pisma KOS.
W 2003 został zawieszony na okres jednego roku w prawach członka Polskiego Towarzystwa Psychologicznego za naruszenie Kodeksu Etyczno-Zawodowego Psychologa.
Autor książek i artykułów z dziedziny psychologii. Jest autorem felietonów i esejów m.in. w „Zwierciadle”, „Twoim Stylu”, „Wysokich Obcasach”, „Gazecie Wyborczej”, „Charakterach”, „Polityce”, „Więzi”, „Życiu Duchowym” i „Pulsie Biznesu”.
Współpracował przy tworzeniu programów telewizyjnych popularyzujących wiedzę psychologiczną, m.in. prowadził w latach 1997–1999 program Okna w TVP2, oraz takie programy jak Być tutaj, Nocny Stróż.
W 2011 został odznaczony Krzyżem Kawalerskim Orderu Odrodzenia Polski.

## Życie prywatne
Z byłą żoną, Joanną Eichelberger, córką Ludwika Borawskiego, ma dwóch dorosłych synów. Buddysta zen od 1976. Mieszka w Warszawie.
Interesuje się żeglarstwem, końmi, górami, nartami i sportami walki. Ulubione lektury Eichelbergera to Winnetou Karola Maya i Kariera Nikodema Dyzmy Tadeusza Dołęgi-Mostowicza.

## Poglądy
Jest autorem wielu felietonów i książek, w których krytycznie wypowiada się na temat społeczeństwa konsumpcyjnego.

## Twórczość
Programy/warsztaty on-line
- Pokochajswojecialo.pl
- StrefaMindfulness.pl
- 8razyO.pl
- SuperKreatywnosc.pl
- Samodzielnerodzicelstwo.pl

### Zbiory felietonów i rozmów
- Kaci i kastraci
- Być tutaj
- Ciałko
- Jak wychować szczęśliwe dzieci
- Królewicz Śnieżek. Baśniowe stereotypy płci
- Krótko mówiąc – wydawnictwo Drzewo Babel
- Zatrzymaj się

### Autor książek
- Elementarz Wojciecha Eichelbergera dla kobiety i mężczyzny
- Kobieta bez winy i wstydu (Wydawnictwo Drzewo Babel)
- O co pytają dzieci? O miłości i wychowaniu (Wydawnictwo Iskry)
- Pomóż sobie, daj światu odetchnąć (Wydawnictwo Drzewo Babel)
- Superwizja
- Zdradzony przez ojca (Wydawnictwo Drzewo Babel)

### Współautor książek
- Alchemia Alchemika (współautor: Wojciech Szczawiński) (Wydawnictwo Drzewo Babel)
- Życie w micie, czyli jak nie trafić do raju na niby i odnaleźć harmonię ze światem (współautor: Beata Pawłowicz) (Wydawnictwo Zwierciadło)
- Quest (współautorzy: François Nail, Pierre Forthomme)
- Sny które budzą (współautor: Tomasz Jastrun) (Wydawnictwo Zwierciadło)
- Co z tym światem? (współautor: Renata Arendt-Dziurdzikowska) (Wydawnictwo IPSI Press)
- Patchworkowe rodziny. Jak w nich żyć (współautor: Alina Gutek) (Wydawnictwo Zwierciadło)
- Życie w micie (współautor: Beata Pawłowicz) (Wydawnictwo Zwierciadło)
- Dobra miłość. Co robić, by nasze dzieci miały udane życie (współautorzy: Andrzej Samson, Anna Sosnowska)
- Dobre rozmowy. Które powinny odbyć się w każdym domu (współautorzy: Andrzej Samson, Anna Jasińska)
- Bajka to życie albo z jakiej jesteś bajki (współautorka: Agnieszka Suchowierska)
- Bajki na opak (współautorka: Agnieszka Suchowierska) (Wydawnictwo Czarna Owca)
- Być lekarzem, być pacjentem. Rozmowy o psychologii relacji (współautorka: Irena Stanisławska)
- Męskie pół świata (współautor: Tomasz Jastrun)
- Mężczyzna też człowiek (współautorka: Renata Arendt-Dziurdzikowska) (Wydawnictwo Drzewo Babel)
- Siedem boskich pomyłek (współautorka: Renata Arendt-Dziurdzikowska) (Wydawnictwo Drzewo Babel)
- W poszukiwaniu mistrzów życia. Rozmowy o duchowości (współautorzy: Tadeusz Bartoś, Wojciech Szczawiński)

Zapis wypowiedzi uczestników terapii grupy treningowej Laboratorium Psychoedukacji prowadzonej przez Wojciecha Eichelbergera został utrwalony w filmie dokumentalnym Daj mi to Andrzeja Titkowa z 1988 roku.